# Drink Me
Drink Me är musikgruppen Queen Adreenas andra album, släppt 2002. Det har blivit något av ett samlarobjekt när bandet bytt skivbolag från Rough Trade till One Little Indian och albumet således ej längre saluförs.

## Låtlista
1. Pretty Like Drugs" – 4:00
2. "Kitty Collar Tight" – 2:37
3. "Siamese Almeida" – 3:15
4. "Razorblade Sky" – 4:26
5. "Sleeping Pill" – 3:18
6. "A Bed of Roses" – 1:59
7. "My Silent Undoing" – 3:19
8. "Desert Lullaby" – 4:42
9. "Under a Floorboard World" – 2:52
10. "Hotel After Show" – 3:08
11. "For I Am the Way" – 4:36